# Žitenice
Žitenice település Csehországban, a Litoměřicei járásban. Žitenice Trnovany, Ploskovice, Hlinná, Litoměřice, Chudoslavice, Staňkovice, Malečov és Tašov településekkel határos. Lakosainak száma 1633 fő (2024. január 1.).

## Népesség
A település lakosságának változását az alábbi diagram mutatja:
| Lakosok száma | 1715 | 1841 | 1897 | 1307 | 1358 | 1304 | 1532 | 1536 | 1593 | 1633 |
|               | 1869 | 1890 | 1921 | 1950 | 1980 | 2001 | 2017 | 2019 | 2022 | 2024 |